# Overdose (brazilská hudební skupina)
Overdose (v překladu z angličtiny předávkování) je brazilská thrash/power/groove metalová kapela založená v roce 1983 ve městě Belo Horizonte ve státě Minas Gerais. 
V roce 1985 vyšlo pod hlavičkou brazilského hudebního vydavatelství Cogumelo Records legendární splitko Século X.X. / Bestial Devastation s krajany Sepulturou, debutové studiové album s názvem ...conscience...  bylo vydáno v roce 1987.

## Diskografie
Dema
- Última Estrela Demo (1983)

Studiová alba
- ...conscience... (1987)
- You're Really Big! (1989)
- Addicted to Reality (1990)
- Circus of Death (1992)
- Progress of Decadence (1993)[1]
- Scars (1995)

Split nahrávky
- Século X.X. / Bestial Devastation (1985) – společně s brazilskou kapelou Sepultura

EP
- Século X.X. (1990) – znovuvydané splitko z roku 1985, tentokrát bez skladeb od Sepultury, zato s bonusy

Samplery
- The Lost Tapes of Cogumelo (1990) – společně s brazilskými kapelami Sepultura, Chakal, Sarcófago, Mutilator a Holocausto[2]